# خانه طلایی
خانه طلایی مربوط به دوره پهلوی اول است و در مشهد، میدان طبرسی، کوچه نوغان، نبش نوغان۴ واقع شده و این اثر در تاریخ ۱۲ تیر ۱۳۸۴ با شمارهٔ ثبت ۱۲۰۶۸ به‌عنوان یکی از آثار ملی ایران به ثبت رسیده است.